# Rio Passa Três
Le rio Passa Três est un cours d’eau brésilien de l’État du Paraná.
C'est un affluent de la rive droite du Rio Negro.